# Pacific Life Open 2008

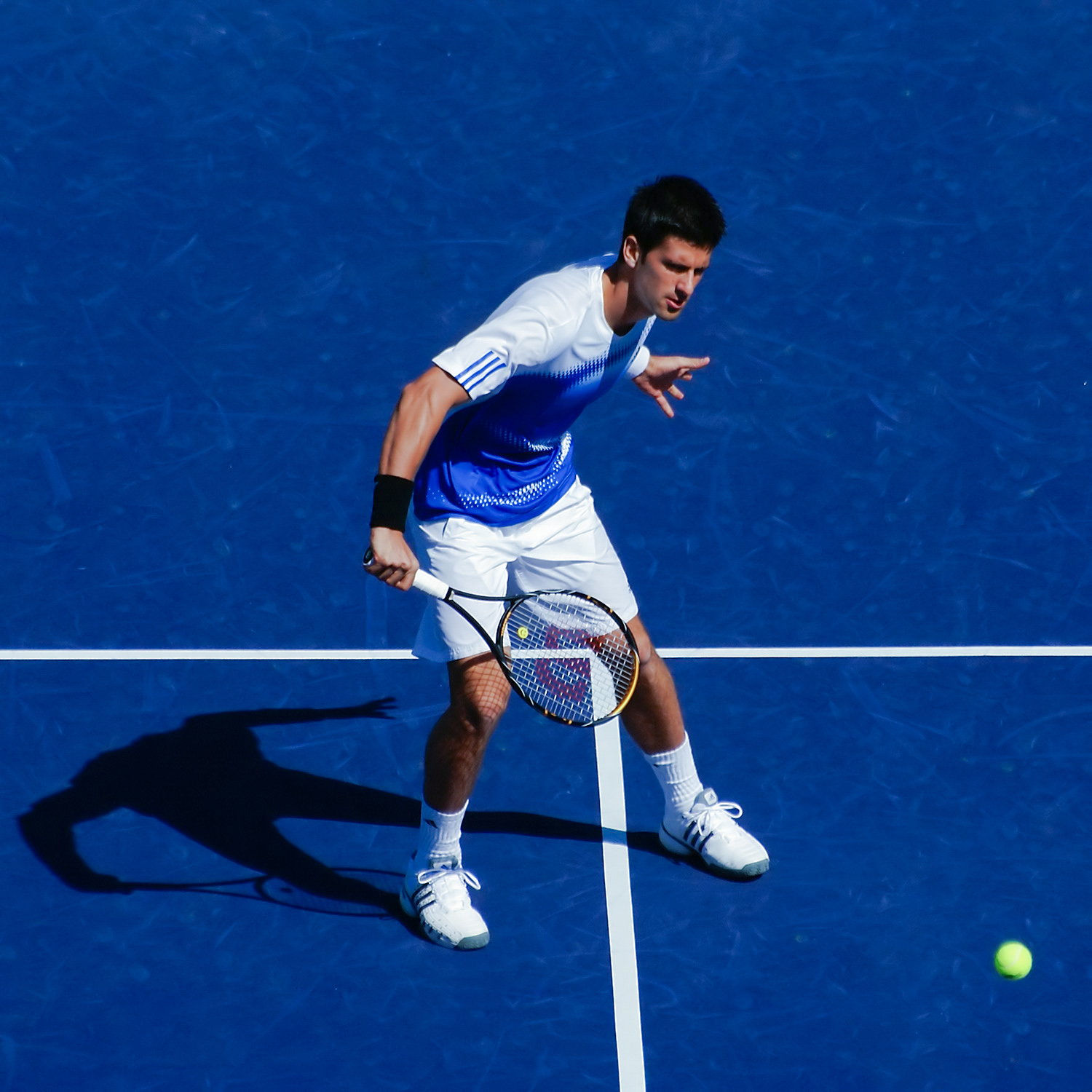
Переможець в одиночному розряді Новак Джокович.

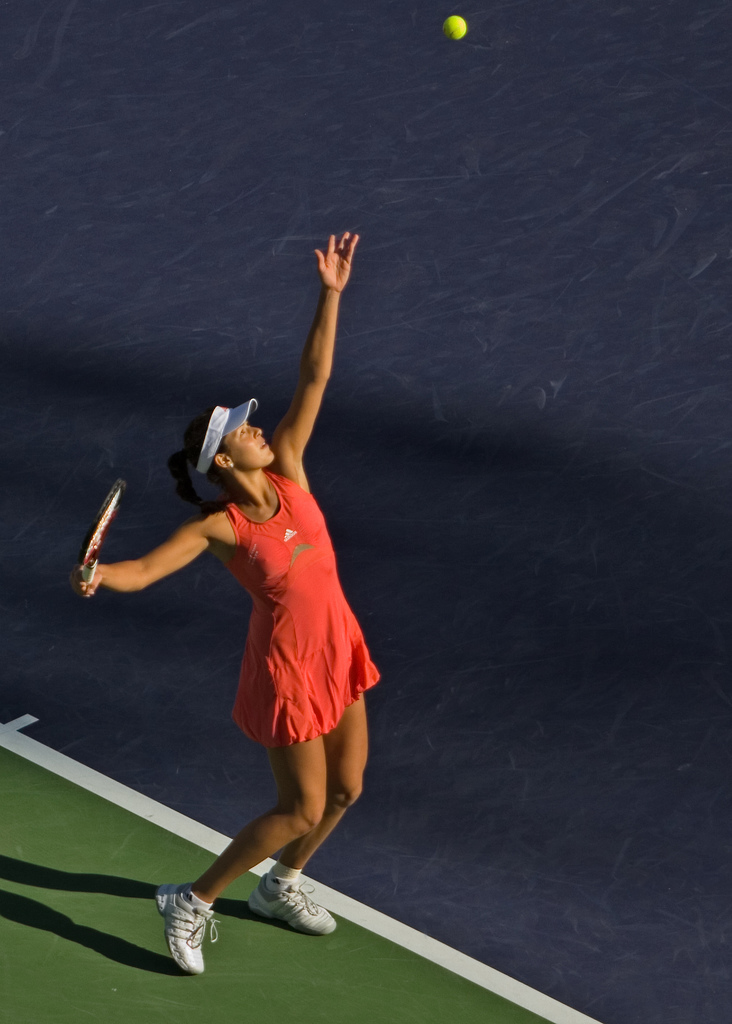
Переможниця в одиночному розряді Ана Іванович.

Мастерс Індіан-Веллс 2008 (також відомий під назвою Pacific Life Open за назвою спонсора) — тенісний турнір, що проходив на відкритих кортах з твердим покриттям. Це був 35-й за ліком Мастерс Індіан-Веллс. Належав до серії ATP Masters в рамках Туру ATP 2008, а також до серії Tier I в рамках Туру WTA 2008. І чоловічі, і жіночі змагання відбулись в Indian Wells Tennis Garden в Індіан-Веллсі (США) і тривали з 10 до 23 березня 2008 року.
Серби Новак Джокович і Ана Іванович виграли змагання в чоловічому та жіночому одиночних розрядах. Для Джоковича це був другий титул за сезон, для Іванович - перший.

## Переможниці та фіналістки

### Одиночний розряд, чоловіки
Новак Джокович —  Марді Фіш, 6–2, 5–7, 6–3
- Для Джоковича це був 2-й титул за сезон і 9-й - за кар'єру. Це був його 1-й титул Мастерс за сезон і 3-й - за кар'єру.

### Одиночний розряд, жінки
Ана Іванович —  Світлана Кузнецова, 6–4, 6–3
- Для Іванович це був 1-й титул за рік і 6-й - за кар'єру. Це був її 3-й (і останній) титул Tier I за кар'єру.

### Парний розряд, чоловіки
Джонатан Ерліх /  Енді Рам —  Деніел Нестор /  Ненад Зімоньїч, 6–4, 6–4

### Парний розряд, жінки
Дінара Сафіна /  Олена Весніна —  Янь Цзи /  Чжен Цзє, 6–1, 1–6, [10–8]